# Государственный строй Финляндии
Государственный строй Финляндии определяются Конституцией, основным законом страны.
Основные положения, связанные с основами государственного строя, содержатся в главе I Конституции. Согласно Конституции государственная власть в Финляндии принадлежит народу, который представлен в Эдускунте. Цель демократии определяется как обеспечение каждому права участвовать в общественной деятельности и развитии среды обитания. Устанавливается принцип осуществления государственной власти с основой только на действующее законодательство.
Устанавливается принцип разделения властей на исполнительную, законодательную и судебную.
Законодательная власть осуществляется Эдускунтой (Парламентом). Исполнительная власть осуществляется Президентом Республики Финляндия и Государственным советом (Правительством). Члены Государственного совета должны пользоваться доверием Эдускунты. Судебная власть осуществляется независимыми судами и возглавляется Верховным судом и Верховным административным судом.